# Tuxtla Gutiérrez-i főegyházmegye
A Tuxtla Gutiérrez-i főegyházmegye a római katolikus egyház egyik mexikói főegyházmegyéje.

## Szuffragán egyházmegyék
- San Cristóbal de las Casas-i egyházmegye
- Tapachulai egyházmegye

## Főpásztorok
- José Trinidad Sepúlveda Ruiz-Velasco érsek (1965–1988)
- Felipe Aguirre Franco érsek (1988–2000)
- José Luis Chávez Botello érsek (2001–2003)
- Rogelio Cabrera López érsek (2004–2012)
- Fabio Martinez Castilla érsek (2013–hivatalban); korábban a Lázaro Cárdenas-i egyházmegye püspöke

## Szomszédos egyházmegyék
- Tehuantepeci egyházmegye (nyugat)
- Coatzacoalcosi egyházmegye (északnyugat)
- Tabascói egyházmegye (észak)
- San Cristóbal de las Casas-i egyházmegye (kelet)
- Tapachulai egyházmegye (dél)